# پیتر بروکر
پیتر بروکر (انگلیسی: Peter Broeker؛ زادهٔ ۱۵ مهٔ ۱۹۲۶، درگذشتهٔ ۴ نوامبر ۱۹۸۰ در اتاوا) رانندهٔ مسابقات اتومبیل‌رانی فرمول یک اهل کانادا بود که در فصل ۱۹۶۳ در مجموع در یک گراند پری شرکت کرد، اما موفق به کسب هیچ امتیازی نشد.
بروکر در ۴ نوامبر ۱۹۸۰ در اتاوا درگذشت.